# Małyniwka (obwód rówieński)
Małyniwka (ukr. Малинівка, hist. pol. Korościatyn) – wieś na Ukrainie, w obwodzie rówieńskim, w rejonie rówieńskim, w hromadzie Hoszcza. W 2001 liczyła 713 mieszkańców, spośród których 706 wskazało jako ojczysty język ukraiński, a 7 rosyjski.
W okresie międzywojennym wieś Korościatyn znajdowała się w granicach II RP, wchodząc w skład gminy Tuczyn w powiecie rówieńskim, w województwie wołyńskim.